# Krzesiński Park Krajobrazowy

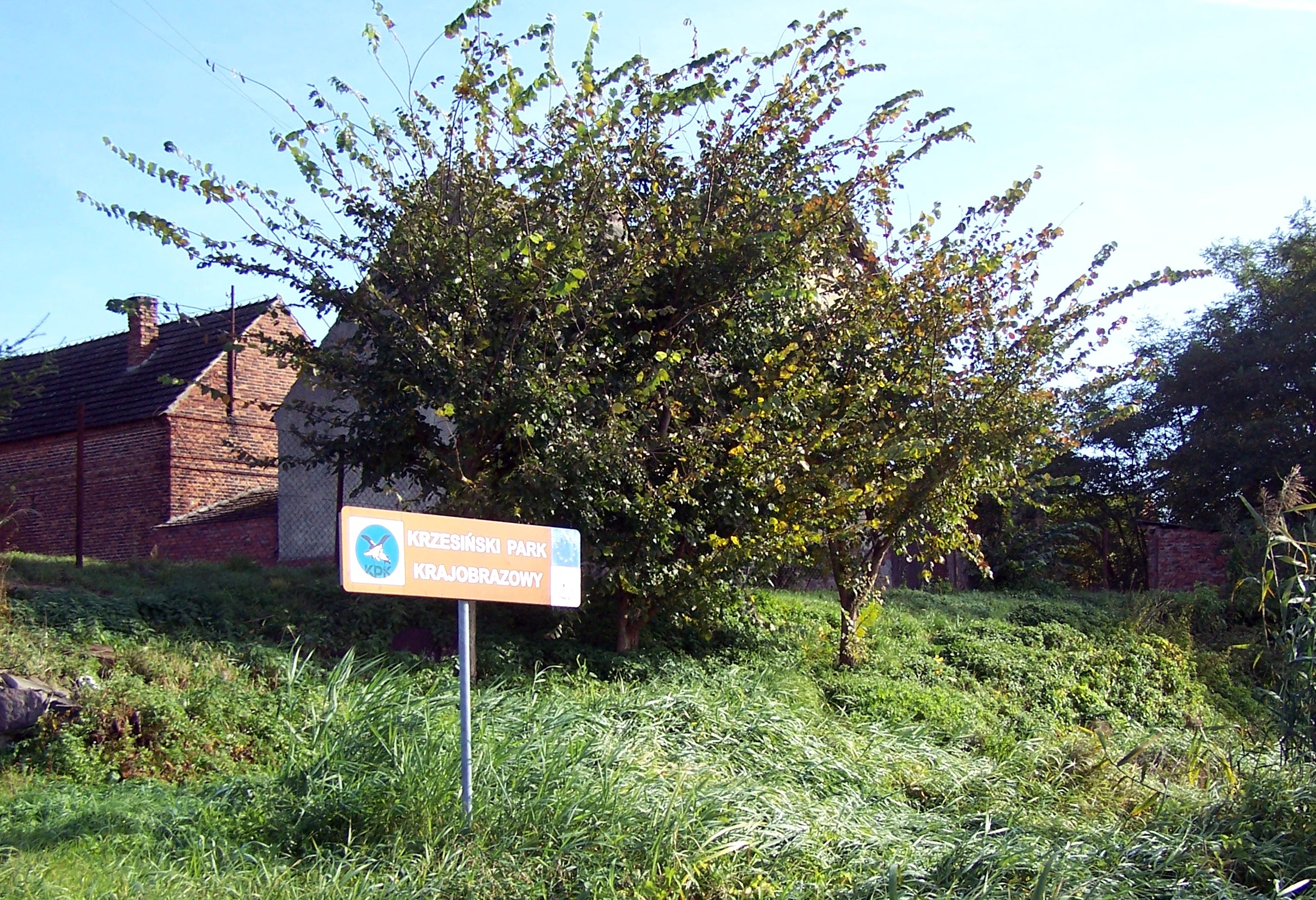
Krzesiński Park Krajobrazowy. Tablica informacyjna we wsi Połęcko

Krzesiński Park Krajobrazowy – park krajobrazowy utworzony w 1998 r. (powierzchnia 8546 ha), położony w województwie lubuskim na terenie trzech gmin: Cybinka, Gubin, Maszewo, przy ujściu rzeki Nysy Łużyckiej do Odry. Park nie posiada otuliny.
Miejsce lęgowe licznych gatunków ptaków, specyficzna flora i roślinność wodno-błotna. We wsi Kłopot znajduje się jedno z większych w Polsce stanowisk bociana białego. Park obejmuje suchy polder zalewowy Krzesin–Bytomiec (powierzchnia około 1600 ha), a także jezioro polodowcowe Krzesińskie, położone w południowej części parku.
Na terenie Parku, Henryk III Dostojny władca m.in. Łużyc, po swojej wojnie z Brandenburgią założył miasto Fürstenberg, które nie przetrwało próby czasu.

## Podstawa prawna
- Rozporządzenie Nr 12 Wojewody Zielonogórskiego z dnia 10 lipca 1998 r. w sprawie utworzenia Krzesińskiego Parku Krajobrazowego (Dz. Urz. Województwa Zielonogórskiego Nr 12 z 21 lipca 1998 r., poz. 111).
- Rozporządzenie Nr 25 Wojewody Lubuskiego z dnia 15 listopada 2004 r. o zmianie rozporządzenia Nr 12 Wojewody Zielonogórskiego z dnia 10 lipca 1998 r. w sprawie utworzenia Krzesińskiego Parku Krajobrazowego (uchylone wyrokiem Wojewódzkiego Sądu Administracyjnego w Gorzowie Wielkopolskim z   dnia 26 czerwca 2014 r.)[1].
- Uchwała Nr XXIX/453/17 Sejmiku Województwa Lubuskiego z dnia 10 kwietnia 2017 r. w sprawie Krzesińskiego Parku Krajobrazowego (Dz. Urz. Województwa Lubuskiego z 2017 r. poz. 1028)[2]
- Uchwała Nr XLIV/644/22 Sejmiku Województwa Lubuskiego z dnia 27 czerwca 2022 r. w sprawie Krzesińskiego Parku Krajobrazowego[3].

## Położenie
Park Krajobrazowy położony jest na terenie powiatów:
- krośnieńskiego
  - gm. Gubin
  - gm. Maszewo
- słubickiego
  - gm. Cybinka

## Powierzchnia z podziałem na gminy
Powierzchnia parku ogółem – 8546 ha, w tym:
- gm. Gubin – 4766 ha
- gm. Cybinka – 1961 ha
- gm. Maszewo – 1819 ha

## Krótki opis obiektu poddanego pod ochronę
Park obejmuje tereny pradoliny Odry i Nysy Łużyckiej o dużej wartości przyrodniczej i krajobrazowej. Na terenie Parku znajdują się miejscowości Kłopot i Krzesin w gminie Cybinka. W miejscowości Kłopot zlokalizowane jest jedno z największych miejsc lęgowych bociana białego na terenie Polski Zachodniej.